# Теодекте
Теодекте је био хеленски књижевник и беседник из 4. века п. н. е. Пореклом је био из Фаселиде у Ликији, а отац му се звао Аристандар. Према сведочењу савременика био је веома леп, углађених манира и зато омиљен од свих. Поседовао је одлично памћење, па су га поредили са Симонидом Кејским и Хипијом. Био је пријатељ чувеног филозофа Аристотела и његовог ученика Александра Македонског, а Аристотел је чак назвао и једно своје дело по Теодекту. Умро је у 41. години.
Беседништву се учио од Исократа. Када је 352. п. н. е. карска краљица Артемисија приредила велику погребну свечаност свом мужу Маусолу, Теодекте се истакао и својом беседом и трагедијом. Укупно је написао око 50 драмских комада од којих је 9 познато по наслову: Ајант, Алкмеон, Хелена, Линкеј, Маусол, Едип, Орест, Тидеј, Филоктет. Надметао се 13 пута и 8 пута победио са својим драмама. На Теодектовој трагедији Линкеј Аристотел је подучавао шта је заплет и расплет.
Што се тиче уметничке вредности Теодектових трагедија оне су одраз времена у коме се трагичко стваралаштво гаси и уступа место новим облицима, пре свега новој комедији. Ограничавање трагичког градива на мит довело је до исцрпености тог градива, па се зато писци задовољавају варијацијама старог градива или његовим превазилажењем артистичким средствима. У Поетици Аристотел каже да се у тадашњим трагедијама не развијају више силне страсти и јаке воље, него елегантни разговори, лепота облика или оштрина аргументације и за пример даје управо Теодекта.